# 원화평
원화평(袁和平, Yuen Woo-ping, 위안허핑, 1945년 8월 24일~)은 홍콩의 영화 배우이자 영화 제작가, 영화 감독 등을 겸하고 있으며, 무술 감독으로도 더 유명하다.

## 이력
그는 영화 매트릭스와 킬빌 같은 미국 헐리우드 영화의 무술 감독을 맡는 등 세계적인 무술 감독으로 거듭나고 있다.

## 작품 목록

### 감독
- 사형도수(1978)
- 취권(1978)
- 철마류(1993)
- 태극권(1993)
- 화룡풍운(火雲傳奇 Fire Dragon, 1994)
- 소걸아: 취권의 창시자(2010)
- 엽문 외전(2018)

### 무술감독
- 취권(1978)
- 정무문(1994)
- 흑협(1996)
- 리썰 웨폰 4(1998)
- 매트릭스(1999)
- 와호장룡(2000)
- 매트릭스 2: 리로디드(2003)
- 매트릭스 3: 레볼루션(2003)
- 크레이들 투 그레이브(2003)
- 킬 빌 1부(2003)
- 킬 빌 2부(2004)
- 쿵푸 허슬(2004)
- 더 독(2005)
- 무인 곽원갑(2006)
- 포비든 킹덤: 전설의 마스터를 찾아서(2008)
- 일대종사(2013)
- 엽문 3(2015)